# Rep.ly.ze
『Rep.ly.ze』（リプライズ）は、エフエム北海道（AIR-G'）で放送されていたラジオ番組。
Replyzeは、「情報」に対し、「Reprise 繰り返す」「Analyze 分析する」「Surprise 驚き」「Supply 補充する」「Prize ごほうび」の意味を組み合わせた造語。

## 放送時間
- 毎週金曜 7:30 - 12:55 （日本標準時）

## パーソナリティ
- 高山秀毅
- 中嶋あゆみ